# Iolana fidelis
Iolana fidelis är en fjärilsart som beskrevs av Fernandez Rubio och Gomez Bustillo 1973. Iolana fidelis ingår i släktet Iolana och familjen juvelvingar. Inga underarter finns listade i Catalogue of Life.